# Тинеман, Август
Август Фридрих Тинеман (нем. August Friedrich Thienemann; 7 сентября 1882, Гота — 22 апреля 1960, Плён) — немецкий гидробиолог, один из основателей лимнологии, специалист по систематике хирономид и сиговых рыб.

## Биография
Родился в городе Гота в Тюрингии. Высшее образование получил в Грайфсвальдском, Инсбрукском и Гейдельбергском университетах. В 1905 году защитил докторскую диссертацию, посвященную биологии ручейников, в Грайфсвальдском университете. В 1907 году возглавил кафедру биологии в Мюнстерском университете, в 1909 году получил звание доцента этого университета. В 1914 году был направлен на фронт, но после серьёзного ранения в боях под Реймсом в ногу в сентябре 1914 года был демобилизован. В 1916 году назначен директором Института гидробиологии в Плёне вместо скончавшегося учредителя Отто Цахариаса. Этого учреждение по инициативе Тинемана стало подчиняться Обществу кайзера Вильгельма и получило дополнительные ресурсы для развития. С 1924 года Тинеман в должности ординарного профессора по совместительству преподавал в Кильском университете. В 1927 году присуждена медаль Райнера. В 1928—1929 года Тинеман совместно с Францем Руттнером организует лимнологическую экспедицию на Яву, Суматру и Бали. После возвращения из этой экспедиции Тинеман проводил гидробиологические исследования в Альпах и в шведской Лапландии.

## Научные достижения
Август Тинеман и шведский биолог Эйнаром Науманом считаются основателями современной лимнологии. Они организовали в 1922 году Международное лимнологическое общество. Учредительный съезд прошёл в Киле. Тинеман разработал классификацию озёр на основании распределения фауны бентоса и с содержания кислорода. Эта классификация близка кразработанной классификации Наумана, которая основана на степени развития фитопланктона, поэтому получала название классификации озер Тинемана-Наумана.
Тинеман возглавлял его до 1939 года. Был главным редактором журнала «Archiv fur Hydrobiologie», который под его руководством стал одним из ведущих гидробиологических журналов мира. Занимался систематикой сиговых рыб и хирономид.
Для количественной характеристики водных экосистем в 1931 году Тинеман предложил термин «продукция», которая «представляет собой общее количество образованных в биотопе организмов и их экскретов»
В 1939 году Тинеман сформулировал два принципа организации биоценозов:
- Принцип разнообразия условий биотопа — «чем разнообразнее условия жизни в рамках биотопа, тем больше число видов в заселяющем его биоценозе»[5][6].
- Принцип отклонения условий существования от нормы — «чем больше отклонения условий существования от оптимума (нормы) в пределах биотопа, тем беднее видами становится заселяющий его биоценоз и тем относительно больше особей имеет каждый присутствующий вид. Число особей внутри вида и число видов в ценозе обратно пропорциональны»[5][6].

## Публикации
Автор 460 публикаций, в том числе несколько крупных монографий, в частности, о хирономидах и региональной сравнительной лимнологии.

### Монографии
- Thienemann A. Die Binnengewasser Mitteleupas. Binnengewasser. 1. — Stuttgart: Schweizerbart'sche Verlagsbuchhandlung, 1925. — 255 S.
- Thienemann A. Das Leben im Süßwasser. — Breslau: Ferdinand Hirt, 1926. — 108 S.
- Thienemann A. Chironomus; Leben, Verbreitung und wirtschaftliche Bedeutung der Chironomiden. — Stuttgart: E. Schweizerbart, 1954. — 834 S.
- Thienemann A. Leben und Umwelt. Vom Gesamthaushalt der Natur. — Hamburg: Rowohlt, 1956. — 153 S.

### Статьи
- Thienemann A. Thüringer Tricladen, in die Bäche Jasmunds eingesetzt (нем.) // Zoologischer Anzeiger : Zeitschrift. — 1907. — Bd. 32. — S. 597.
- Kieffer J. J. & Thienemann A. Neue und bekannte Chironomiden und ihre Metamorphose (нем.) // Zeitschrift für Wissenschaftliche Insektenbiologie : Zeitschrift. — 1908. — Bd. 4. — S. 1—286.
- Thienemann A.. Die beiden Chironomusarten der Tiefenfauna der norddeutschen Seen. Ein hydrobiologisches problem (нем.) // Archiv fur Hydrobiologie : Zeitschrift. — 1922. — Bd. 13:. — S. 609—646. — ISSN 0003-9136.
- Thienemann A. Der tierwelt der tropischen Planzengewässer (нем.) // Archiv fur Hydrobiologie : Zeitschrift. — 1934. — Bd. 13. — S. 1—91. — ISSN 0003-9136.
- Thienemann A. Grundzüge einer allgemainen Oecologie (нем.) // Archiv fur Hydrobiologie : Zeitschrift. — 1939. — Bd. 35. — S. 267–285. — ISSN 0003-9136.
- Thienemann A. & Strenzke K. Larventyp und Imaginalart bei Chironomus s.s. (нем.) // Entomologisk tidskrift : Zeitschrift. — 1951. — Bd. 72. — S. 1—2.

## Таксоны, описанные Тинеманом

### Хирономиды
- Bryophaenocladius Thienemann, 1934
- Eukiefferiella Thienemann, 1926
- Krenosmittia Thienemann &  Krüger, 1939
- Lauterborniella Thienemann &  Brause,  1913
- Lithotanytarsus Thienemann, 1933
- Macropelopia Thienemann, 1916
- Paraboreochlus Thienemann, 1939
- Paracricotopus Thienemann &  Harnisch, 1932
- Parakiefferiella Thienemann, 1936
- Paraphaenocladius Thienemann, 1924
- Paratanytarsus Thienemann &  Bause, 1913
- Parorthocladius Thienemann, 1935
- Rheocricotopus Thienemann &  Harnisch, 1932
- Rheotanytarsus Thienemann &  Bause, 1913
- Stempellina Thienemann & Bause, 1913
- Symbiocladius Thienemann, 1935
- Synendotendipes Thienemann, 1935
- Synorthocladius Thienemann, 1935
- Bryophaenocladius virgo Thienemann & Strenzke, 1940
- Chaetocladius suecicus Kieffer & Thienemann, 1916
- Chaetocladius tibialis Kieffer & Thienemann, 1908
- Chaetocladius vitellinus Kieffer & Thienemann, 1908
- Chironomini fuscus Thienemann & Kieffer, 1916
- Chironomus angustatus Thienemann & Kieffer, 1916
- Chironomus hirtimanus Kieffer & Thienemann, 1908
- Chironomus triseta Thienemann & Kieffer, 1916
- Dicrotendipes tritomus Thienemann & Kieffer, 1916
- Eukiefferiella cyanea Thienemann, 1936
- Gymnometriocnemus terrestris Goetghebuer & Thienemann, 1941
- Harnischia falcata Thienemann & Kieffer, 1916
- Hydrobaenus lunzensis Gouin & Thienemann, 1942
- Limnophyes brevistylus Kieffer & Thienemann, 1908
- Metriocnemus cataractarum Kieffer & Thienemann, 1919
- Metriocnemus martinii Thienemann, 1921
- Metriocnemus rufiventris Kieffer & Thienemann, 1908
- Metriocnemus terrester Pagast, Thienemann & Kruger, 1941
- Micropsectra scandinaviae Thienemann & Kieffer, 1916
- Micropsectra suecicus Thienemann & Kieffer, 1916
- Neozavrelia luteola Goetghebuer & Thienemann, 1941
- Orthocladiinae amplullaceus Kieffer & Thienemann, 1908
- Orthocladiinae borealis Kieffer & Thienemann, 1919
- Orthocladiinae heptameris Kieffer & Thienemann, 1919
- Orthocladiinae lacustris Thienemann & Kieffer, 1916
- Orthocladiinae longistylus Kieffer & Thienemann, 1908
- Orthocladiinae macrotomus Thienemann & Kieffer, 1916
- Orthocladiinae stiliger Kieffer & Thienemann, 1921
- Orthocladiinae ursinus Kieffer & Thienemann, 1919
- Orthocladius abiskoensis Thienemann, 1937
- Orthocladius arcticus Kieffer & Thienemann, 1919
- Orthocladius fuscimanus Kieffer & Thienemann, 1908
- Orthocladius haesitans Kieffer & Thienemann, 1908
- Orthocladius spitzbergensis Kieffer & Thienemann, 1919
- Parametriocnemus boreoalpina Gouin & Thienemann, 1942
- Parorthocladius nudipennis Kieffer & Thienemann, 1908
- Phaenopsectra connectens Kieffer & Thienemann, 1908
- Procladius longistilus Thienemann & Kieffer, 1916
- Psectrocladius borealis Kieffer & Thienemann, 1919
- Psectrocladius psilopterus Kieffer & Thienemann, 1906
- Pseudorthocladius filiformis Kieffer & Thienemann, 1908
- Pseudosmittia holsata Thienemann, 1940
- Rheotanytarsus muscicola Thienemann, 1929
- Rheotanytarsus rivulorum Kieffer & Thienemann, 1908
- Stempellina johannsenii Thienemann & Bause, 1913
- Tanytarsini camptotmus Thienemann & Kieffer, 1916
- Tanytarsus dispar Thienemann, 1929
- Tanytarsus lugens Thienemann & Kieffer, 1916
- Tanytarsus pentaplastus Thienemann & Kieffer, 1916
- Trissocladius brevipalpis Kieffer & Thienemann, 1908
- Trissocladius heterocerus Kieffer & Thienemann, 1908
- Xenochironomus xenolabis Thienemann & Kieffer, 1916

### Сиговые рыбы
- Coregonus lucinensis Thienemann, 1933
- Coregonus holsata Thienemann, 1916

## Признание заслуг
В 1948 году была учреждена была учреждена медаль международным лимнологическим обществом учреждена медаль Наумана, которая вручается за вклад в лимнологию. С 1972 года она стала называться медаль Наумана-Тинемана, чтобы подчеркнуть фундаментальный вклад обоих учёных.международную лимнологию. В 1955 году за исследования водных насекомых Тинеман получил медаль Фабрициуса, присуждаемую немецким энтомологическим обществом

### Таксоны, названные в честь Тинемана
- Thienemannia Kieffer, 1909
- Thienemanniella Kieffer, 1911
- Thienemannimyia Fittkau, 1957
- Thienemanniola Kieffer, 1921
- Boreochlus thienemanni Edwards, 1938
- Buchonomyia thienemanni Fittkau, 1955
- Mesocricotopus thienemanni Goetghebuer, 1940
- Neostempellina thienemanni Reiss, 1984
- Orthocladius thienemanni Kieffer & Thienemann, 1906
- Tanytarsus thienemanni Kieffer, 1925
- Loofia thienemanni (W. Schneider, 1925)
- Panagrolaimus thienemanni Hirschmann, 1952
- Habrotrocha thienemanni Hauer, 1924
- Wiedemannia thienemanni Wagner, 1982
- Rhabdiopteryx thienemanni Illies, 1957
- Protentomon thienemanni Strenzke, 1942
- Atrichopogon thienemanni Kieffer, 1921
- Dasyhelea thienemanni Spataru et Damian-Georgescu, 1970